# ترادیتا
ترادیتا (انگلیسی: Teradata) شرکت فناوری اطلاعات آمریکایی است، که در سال ۱۹۷۹ تأسیس شد.